# Tindoan Laut
Tindoan Laut is een bestuurslaag in het regentschap Tapanuli Selatan van de provincie Noord-Sumatra, Indonesië. Tindoan Laut telt 1269 inwoners (volkstelling 2010).